# Dom Avelar
Dom Avelar é um bairro brasileiro localizado na cidade de Salvador, na Bahia.

## História
Localizado entre os bairros de Porto Seco de Pirajá, Vila Canária e a BR 324, o bairro de Dom Avelar surgiu de um loteamento de casas populares que foi se tornando cada vez mais populoso. Tendo se desenvolvido dentro de um pedaço de Mata Atlântica, o bairro, inicialmente, se chamava São José - nome da chácara que lá existiu, pertencente à família Liberato - e o seu novo nome foi uma homenagem a D. Avelar Brandão Vilela, Cardeal Primaz do Brasil, morto em dezembro de 1986. Aliás, uma característica dos nomes dos logradouros é que são ligados às ordens e nomes católicos.

## Demografia
Foi listado como um dos bairros menos perigosos de Salvador, segundo dados do Instituto Brasileiro de Geografia e Estatística (IBGE) e da Secretaria de Segurança Pública (SSP) divulgados no mapa da violência de bairro em bairro pelo jornal Correio em 2012. Ficou entre os bairros mais tranquilos em consequência da taxa de homicídios para cada cem mil habitantes por ano (com referência da ONU) ter alcançado o segundo nível mais baixo, com o indicativo "1-30", sendo um dos melhores bairros na lista.